# Кёк-Таш (Баткенский район)
Кёк-Таш (Кок-Таш, кирг. Көк-Таш, Шакча) — село в Кыргызстане, в Баткенском районе Баткенской области. Расположено у северных отрогов Туркестанского хребта, на границе с Таджикистаном, на правом берегу реки Исфара, северо-восточнее Кочобою, к югу от Самаркандыка, юго-западнее таджикских сёл Чорку и Сурх.
В период массовой коллективизации, в Баткенском районе Ошской области Киргизской ССР, на местах традиционных зимовок (кыштоо) вдоль реки Исфара были образованы населенные пункты. 
Жители шести населенных пунктов из соседнего Исфаринского района Таджикистана и баткенских сёл Ак-Сай, Ак-Татыр, Кёк-Таш и Рават пользуются услугами приграничного рынка в Самаркандыке. Международная торговля на приграничном базаре в Самаркандыке идёт по выходным дням.